# Irréligion en Amérique latine
L'irréligion en Amérique latine est faible, 90 % de la population se déclarant chrétienne. Environ 8 % n'a aucune affiliation religieuse, même si seulement 3 % se déclare athée ou agnostique, principalement dans le Cône Sud (Chili, Argentine et Uruguay) à la différence des pays comme le Pérou, la Bolivie et le Paraguay qui sont plus religieux.

## Statistiques
L'irréligion en Amérique latine se mesure avec des estimations différentes selon les 25 pays de la région ; voici les dix pays les moins pratiquants :
1. Uruguay : 40,5 %[2]
2. Chili : 11,58 % - 25 % [3],[4]
3. Argentine : 16 %[5]
4. Nicaragua : 15,7 %[6]
5. Cuba : 14 %[7]
6. Iles Malouines : 13,6 % (seul pourcentage d'athées)[8]
7. République Dominicaine : 12 %[4]
8. Guatemala : 9 % - 11 %[4],[5]
9. Salvador : 8,9 % - 10 %[9],[4]
10. Brésil : 8,4 %[10]

## Par pays

### Amérique Centrale
Alors que l'Amérique du Sud compte 14 % de sa population non religieuse, l'Amérique centrale en signale seulement 4 %. Les pays officiellement les moins croyants d'Amérique centrale sont le Guatemala, le Salvador et le Nicaragua.

### Argentine
L'Argentine est le troisième pays le moins religieux d'Amérique latine, avec environ 16 %, dont 5 % d'athées convaincus et 11 % sans religion.
Selon un sondage d'opinion publique de 2008, 5 % de la population d'Argentine ne croit pas en l'existence de Dieu, 4 %  en doutent ou ne répondent pas, et 91 % croient que Dieu ou qu'un dieu existe.

### Bolivie
Plus de 96 % de la population bolivienne est chrétienne. Des religions pré-hispaniques y sont encore pratiquées. L'irréligion ou l'athéisme sont mineurs (estimé à environ 2,5 %).

### Brésil
L'irréligion au Brésil est un phénomène nouveau et croissant. D'après le recensement de 2000, 12,5 millions d'habitants sont non-religieux, soit 7,3 % de la population totale. En 2010, ils sont 15,3 millions, 8,4 % de la population.

### Chili
Au Chili les athées, les agnostiques et non-religieux ont augmenté progressivement au cours de la dernière décennie, se classant comme le deuxième pays le moins religieux d'Amérique du Sud et d'Amérique latine.
D'après une étude réalisée par Latinobarómetro Corporation, entre 1994 et 2014, le catholicisme est tombé de 72 % à 57 %. Et aucune religion n'a augmenté de 10 % à 25 % sur la même période. De même entre ces deux décennies, la pratique religieuse a progressivement diminué de 52 % à 27 %, et la confiance en l'Église a baissé de 64 % à 44 %, avec un des plus faibles pourcentages d'Amérique latine.
Le Chili possède actuellement les plus grands nombre et pourcentage de libres penseurs d'Amérique latine. Le Chili a également la plus grande organisation athée en Amérique latine.

### Colombie
Selon un sondage réalisé par l'AmericasBarometer en 2009, environ 6,5 % de la population colombienne est sans aucune appartenance religieuse, dont seulement 0,4 % sont athées convaincus.

### Équateur
Selon l'Institut national de la statistique et du recensement, 7,94 % des Équatoriens sont athées. Les agnostiques représentent quant à eux seulement 0,11 %.

### Mexique
Les athées et non-croyants au Mexique varient de 4.7 % à 7.4 %. La séparation de l'Église et de l'État est garantie par l'article 130 de la Constitution mexicaine, qui nomme également les chefs religieux inéligibles à un poste public, tandis que la majorité de la population se définit comme catholique (82 %).

### Pérou
Le Pérou est probablement le pays le plus religieux d'Amérique latine, où plus de 95 % de la population se reconnaît chrétienne, dont 85 % catholique.
C'est le pays avec le moins d'athées et d'agnostiques. Les changements sont presque insignifiants, de 1,4 % au recensement de 1993 à 1,9 % dans le recensement de 2007.

### Uruguay
L'Uruguay est le pays le plus séculaire en Amérique ; 64 % sont chrétiens catholiques baptisés. Seulement 47 % se reconnaissent catholiques et moins de 4 % sont pratiquants réguliers.
Le pourcentage de non-religieux varie selon les études : le Latinobarómetro (2013) l'estime à 38 %, tandis qu'une enquête nationale de 2006 l'apprécie à 40,5 % (dont 24 % sont croyants non affiliés et environ 17 % sont athées et agnostiques), en accord avec Kauffman (2010) avec un pourcentage de 47 %, avec la moitié d'athées et le reste d'agnostiques et de croyants non-affiliés. La croissance séculaire en Uruguay est très forte, comparable à celle de pays comme la Chine, la France, l'Azerbaïdjan, la Suède et la République tchèque.

### Venezuela
Le pourcentage de personnes sans religion au Venezuela a peu augmenté en raison de la crise économique. Selon un rapport sociographique sur la religion au Venezuela (2011) environ 8 % des Vénézuéliens ne sont pas religieux (2 % athées et 6 % agnostiques).